# Eucharis astrophiala
Eucharis astrophiala  é uma espécie de planta fanerógama da família  Amaryllidaceae.
É endémica no Equador. Seus hábitats naturais são bosques subtropicais ou tropicais úmidos, de baixa altitude. Está ameaçada de extinção por perda de habitat.

## Descrição
É uma planta do bosque andino que cresce nas zonas costeiras e baixas, é encontrada na faixa de altitudes de 0 a 1500 m.

## Sinônimos
- Urceolina astrophiala Ravena (1982).[1]